# Morvan Dias de Figueiredo
Morvan Dias de Figueiredo (Recife, 11 de setembre de 1890 — São Paulo, 3 de maig de 1950) va ser un polític i home de negocis brasiler.
Va ser ministre de Treball, Indústria i Comerç durant el govern d'Eurico Gaspar Dutra, del 30 d'octubre de 1946 al 30 de setembre de 1948. Els anys 1949 i 1950 va ser president de FIESP i CIESP.
Va tenir cinc germans, entre ells Nadir Dias de Figueiredo i Inar Dias de Figueiredo. Amb el seu germà Nadir va fundar Nadir Figueiredo Indústria e Comércio S/A, una indústria tradicional del vidre. També va ser soci de Roberto Simonsen a la companyia d'assegurances Bandeirantes.
Va ser un dels defensors de la creació del Servei Nacional d'Aprenentatge Industrial (SENAI). En honor seu, una avinguda que travessa els barris de Vila Guilherme i Vila Maria (districtes de São Paulo), a la ciutat de São Paulo, va rebre el seu nom.